# إدواردو فيانا
إدواردو فيانا (بالبرتغالية: Eduardo Afonso Viana) هو رسام برتغالي، ولد في 28 نوفمبر 1881 في لشبونة في البرتغال، وتوفي بنفس المكان في 21 فبراير 1967.